# Nagy Mari (színművész, 1950)
Nagy Mari (Miskolc, 1950. április 26. –) magyar színésznő.

## Életpályája
Színészi pályája 1972-ben a Miskolci Nemzeti Színháznál indult. 1976-tól egy évadra a Szegedi Nemzeti Színházhoz szerződött. 1977-től és 1981-től a Békés Megyei Jókai Színház társulatának színművésznője volt, közben 1979-től újra Szegeden játszott. 1989-től szabadfoglalkozású színésznőként dolgozott.

## Fontosabb színházi szerepei
- William Shakespeare: Szentivánéji álom... Heléna; Tündér
- William Shakespeare: Lear király... Regan
- Anton Pavlovics Csehov: Három nővér... Natalja
- Anton Pavlovics Csehov: Cseresznyéskert... Varja
- Jean-Paul Sartre: Altona foglyai... Leni
- Arthur Schnitzler: Körtánc... szobalány
- Marc Camoletti: Boldog születésnapot!... Brigitte
- Gárdonyi Géza: Lámpás... Ida
- Darvas József: Vízkereszttől Szilveszterig... Julis
- Lajtai Lajos – Békeffi István: A régi nyár... Mimóza
- Huszka Jenő: Lili bárónő... Christina